# Psenulus concolor
Psenulus concolor är en stekelart som först beskrevs av Anders Gustav Dahlbom 1843.  Psenulus concolor ingår i släktet Psenulus, och familjen Crabronidae. Enligt den finländska rödlistan är arten nära hotad i Finland. Arten är reproducerande i Sverige. Artens livsmiljö är skogar.